# Hans Keller
Hans Keller   (Viena, 11 de març de 1919 - Londres, 6 de novembre de 1985) va ser un músic i escriptor britànic d'origen austríac, que va fer importants contribucions a la musicologia i la crítica musical, a més de ser comentador de camps tan dispars com la psicoanàlisi i el futbol. A finals de la dècada de 1950, va inventar el mètode de l'anàlisi funcional sense paraules, en el qual una composició musical s'analitza només en so musical, sense que es pugui escoltar ni llegir cap paraula. Va treballar a temps complet per a la BBC entre 1959 i 1979.

## Vida i carrera
Keller va néixer en una família jueva rica i ben connectada culturalment a Viena,
 i, de petit, va ser ensenyat pel mateix Oskar Adler que, dècades abans, havia estat el primer amic de Arnold Schönberg i primer mestre. També va conèixer el compositor i intèrpret Franz Schmidt, però mai va ser un alumne formal. El 1938, l'Anschluss va obligar Keller a fugir a Londres (on tenia parents) i, en els anys següents, es va convertir en una figura destacada i influent en la vida musical i crítica musical del Regne Unit. Inicialment actiu com a violinista i violista, aviat va trobar el seu lloc com a escriptor de música altament prolífic i provocador, a més d'un influent professor, conferenciant, emissor i entrenador.
Un pensador original que mai va tenir por de la controvèrsia, el suport apassionat de Keller als compositors de les obres que considerava infravalorats o insuficientment entesos el va convertir en un defensor incansable de Benjamin Britten i Arnold Schönberg, així com un il·luminador analista de figures com Mozart, Haydn, Beethoven i Mendelssohn. Molts dels primers articles de Keller van aparèixer a les revistes "Music Review" i "Music Survey", la darrera de les quals va ser coeditada per ell després d'incorporar-se a l'editor fundador Donald Mitchellper a l'anomenada "Nova Sèrie" (1949–52). En els anys posteriors, gran part de la seva defensa es va dur a terme des de la BBC, on va arribar a ocupar diversos càrrecs superiors i va ser col·laborador habitual de la revista "The Listener".
També va ser des de la BBC que Keller (en col·laboració amb Susan Bradshaw) va perpetrar el 1961 l'engany "Piotr Zak", emetent una sèrie deliberadament absurda de sorolls aleatoris, com a nova peça modernista d'un fictici compositor polonès. L'engany va ser dissenyat per demostrar la pobra qualitat del discurs crític que envolta la música contemporània en una etapa problemàtica del seu desenvolupament històric; en aquest aspecte, l'engany va ser un fracàs, ja que cap crític va expressar cap entusiasme particular per l'obra de Piotr Zak, sent totes les ressenyes publicades menyspreables de l'obra.
El 1967, Keller va tenir una famosa trobada amb el grup de rock Pink Floyd al programa de televisió The Look of the Week en què va entrevistar els membres del grup Syd Barrett i Roger Wàters. Keller estava generalment desconcertat, o fins i tot menyspreat, pel grup i la seva música, tornant repetidament a la crítica que eren massa forts per al seu gust. Va acabar el seu segment d'entrevistes amb la banda dient: "El meu veredicte és que és una mica una regressió a la infància, però, al cap i a la fi, per què no?" Aquesta entrevista es va publicar com a part de l'àlbum de Pink Floyd del 2016, The Early Years 1965–1972.
El do de Keller per al pensament sistemàtic, unit al seu coneixement filosòfic i psicoanalític, va donar els seus fruits en el mètode de "l'anàlisi funcional sense paraules" (abreujat pel futbolista Keller com a "FA"), dissenyat per proporcionar demostracions incontrovertiblement audibles d'una obra mestra. "tota la unitat de fons". Aquest mètode es va desenvolupar juntament amb una "teoria de la música" que considerava explícitament l'estructura musical des del punt de vista de les expectatives dels oients.; la "contradicció significativa" del "fons" esperat per un inesperable "primer pla" es va veure com la generació de contingut expressiu d'una obra. Un element de la teoria de la unitat de Keller era el "Principi dels antecedents i conseqüències invertits i posposats", que no ha estat adoptat àmpliament. El seu terme "homotonalitat", però, s'ha demostrat útil per a musicòlegs en diversos camps.
Keller estava casat amb l'artista Milein Cosman, els dibuixos de la qual il·lustraven alguns dels seus treballs.
Com a home destacat al món de la "música contemporània" (fins i tot treballant durant diversos anys com a "Assistent en cap, nova música" de la BBC), Keller tenia estrets vincles personals i professionals amb molts compositors i era freqüentment el dedicatari de noves composicions. Entre els que li van dedicar obres s'inclouen:
- Judith Bingham: "Pictured Within", per a piano sol (1981)
- Benjamin Britten: Quartet de corda núm. 3, op. 94
- Benjamin Frankel: Quartet de corda núm.5, Op.43
- Philip Grange: "In Memoriam HK", per a trombó sol (c.1990)
- David Matthews: Trio de piano núm. 1; "A Hans Keller"
- Robert Matthew-Walker: Sonata per a piano núm. 3 - "Sonata per a fantasia: Hamlet", Op.34 (1980)
- Bayan Northcott
- Buxton Orr: Piano Trio No.1; "En admiració i amistat"
- Robert Simpson: simfonia núm.7; "A Hans i Milein Keller"
- Josef Tal: doble concert per a dos pianos i orquestra; "A Hans i Milein Keller".

El desembre de 1979, Keller va rebre el "Premi Especial" del Composers 'Guild of Great Britain. El setembre de 1985, poques setmanes abans de morir per malaltia de les neurones motores, va rebre del president d'Àustria l'"Ehrenkreuz für Wissenschaft und Kunst", 1 Klasse ("Creu d'honor de les arts i les ciències, 1a classe"). Els seus manuscrits (retransmissions radiofòniques i escrits musicològics) es conserven a la Biblioteca de la Universitat de Cambridge.